# Amtsgericht Essen-Werden
Das Amtsgericht Essen-Werden war eines von vier Amtsgerichten in Essen. Es war örtlich für die Stadtteile Fischlaken, Heidhausen, Werden, Kettwig, Byfang und Kupferdreh zuständig. 

## Geschichte
Das Gericht wurde durch § 26 des Ruhrgebiet-Gesetzes zum 1. Januar 1976 aufgelöst. Für die Stadtteile Byfang und Kupferdreh ist nun das Amtsgericht Essen-Steele zuständig. Das Amtsgericht Essen übernahm die Zuständigkeit für die Stadtteile Fischlaken, Heidhausen, Werden sowie Kettwig.